# El Torno (gemeente in Bolivia)
El Torno is een gemeente (municipio) in de Boliviaanse provincie Andrés Ibáñez in het departement Santa Cruz. De gemeente telt naar schatting 60.566 inwoners (2018). De hoofdplaats is El Torno.